# Ibersko pismo
Ibersko pismo je naziv za nekoliko vrsta paleohispanskih pisama koje se koristilo za pisanje izumrlog iberskoga jezika. Većina ih je tipološki neobična po tome što su polusložna, a ne potpuno abecedna. Najstariji iberski natpisi napisani tim pismima su iz 4. ili možda 5. stoljeća prije Krista, a najnoviji iz kraja 1. stoljeća prije Krista ili potencijalno iz početka 1. stoljeća.

## Inačice
Postoje dvije glavne grafičke i dvije glavne geografske inačice u obitelji pisama:
- Sjeveroistočno ibersko pismo
  - Dvojna inačica (4. st. pr. Kr. i 3. st. pr. Kr.) – nedokazana
  - Nedvojna inačica (2. st. pr. Kr. i 1. st. pr. Kr.)
- Jugoistočno ibersko pismo

Uzimajući da su iberska ona pisma koja su stvorena kako bi Iberi zapisivali iberski jezik, grčko-iberski alfabet, posebna prilagodba grčkog alfabeta, također je bio ibersko pismo. Koristilo ga je se uglavnom u Alicanteu i Murciji. Prema tome ni jugozapadno pismo (vrlo slično jugoistočnom iberskom pismu, ali korišteno za tarteški jezik) niti keltibersko pismo (izravna prilagodba sjeveroistočnog iberskog pisma koja se koristila za keltiberski jezik) tehnički gledano nisu iberska pisma.
Sjeveroistočno ibersko pismo često se jednostavno naziva iberskim pismom jer je njime pisano 95 % poznatih natpisa na iberskom jeziku. Oni su pronađeni uglavnom u sjeveroistočnom kvadrantu Pirenejskog poluotoka, većinom duž obale od Languedoc-Roussillona do Alicantea, ali i duboko u dolini Ebro.
Jugoistočno ibersko pismo je slabo zastupljeno u pronađenim izvorima, a nije ni poznato u cjelovitosti: nisu zasigurno poznati, primjerice, simboli za /gu/, /do/ i /m/. Stoga, za razliku od sjeveroistočnog iberskog pisma, jugoistočno još uvijek nije u potpunosti dešifrirano i postoji značajna količina znakova oko čijih glasovnih vrijednosti nije dosegnut konsenzus. Natpisi pisani ovom inačicom pronađeni su uglavnom u jugoistočnom kvadrantu Iberijskog poluotoka: istočna Andaluzija, Murcia, Albacete, Alicante i Valencia.
Glifovi iberskih pisama grafički su poprilično raznoliki, a tijekom proteklih nekoliko desetljeća mnogi su znanstvenici došli do zaključka da, barem u sjeveroistočnom iberskom pismu (a odnedavno i u keltiberskom pismu), neke od ovih varijacija nose značenje. Smatra se da su izvorna, jednostavna slova specifično dodijeljena zvučnim suglasnicima /b/, /d/ i /g/, dok su bezvučni suglasnici /t/ i /k/ izvedeni iz slogova za /d/ i /g/ uz dodatak crtice, što se naziva modelom dvojnog znakovlja (slika desno). Ako je navedena pretpostavka točna, ta bi inovacija bila jednaka stvaranju latiničnog slova <G> iz slova <C> dodavanjem crte.

## Tipologija
Izuzev grčko-iberskog alfabeta, iberska su pisma tipološki neobična jer su djelomično alfabetska, a djelomično slogovna: kontinuanti (tjesnačni glasovi poput /s/ i sonoranti poput /l/, /m/ i samoglasnika) su pisani zasebnim slovima kao i u feničanskom (ili u grčkom po pitanju samoglasnika), ali ostali (zapornici /b/, /d/, /t/, /g/ i /k/) su pisani slogovnim glifovima koji predstavljaju kombinaciju suglasnika i samoglasnika, slično japanskim kanama. To jest, u iberskim pismima, ga je bio potpuno različit od ge, kao i bi od bo. Ovaj vjerojatno jedinstveni sustav pisanja naziva se „polusložnim”.
Jugoistočno pismo pisalo se s desna na lijevo kao i fenički alfabet, dok se sjeveroistočno pismo pisalo obrnuto, slijeva na desno, kao i grčki alfabet.

## Porijeklo
Iberska pisma klasificiraju se pod paleohispanska pisma radi praktičnosti i na temelju puno međusobne sličnosti, ali konkretni međusobni odnosi između njih i njihovi odnosi s geografski bliskim pismima iz istog razdoblja, poput grčko-iberskog, nisu čvrsto utvrđeni. Široko je prihvaćeno da su barem djelomično izvedena iz grčkog alfabeta i/ili feničkog alfabeta, na koje mnogo glifova iberskih pisama podsjeća izgledom. Neki istraživači zaključili su da podrijetlo sjevernog i južnog iberskog pisma u konačnici leži isključivo u feničkom alfabetu, a drugi vjeruju da je grčki alfabet također igrao ulogu u njihovom razvoju. Poneki još uvijek sugeriraju da je utjecaj imalo i staroitalsko pismo. Čini se da su sami glifovi promijenjeni ili da su samo poprimili nove glasovne vrijednosti. Na primjer, glif za glas /e/ u jugoistočnom iberskom pismu potječe od feničkog ayin ili grčkog omikrona, dok glif za /e/ u sjeveroistočnom iberskom pismu nalikuje feničanskom he ili grčkom epsilonu, iako je u jugoistočno iberskom pismu vjerojatno imao glasovnu vrijednost /be/. U svakom je slučaju jasno da imaju zajedničko podrijetlo, a najprihvaćenija teorija jest da sjeveroistočno pismo potječe od jugoistočnog.

## Vanjske poveznice
- Ancient Scripts – Iberia
- Levantsko ibersko pismo
- Meridijansko ibersko pismo
- Grčko-ibersko pismo
- Keltibersko pismo
- Tarteško/južnolusitansko pismo
- „On the Story of the Decipherment of Iberian Writing”, Jesús Rodríguez Ramos
- Detaljna karta predrimskih naroda Iberije (oko 200. g. pr. Kr.)
- Linkovi na slike natpisa
  - PRIMJERI LEVANTSKIH IBERSKIH NATPISA
  - EVOLUCIJA LEVANTSKOG IBERSKOG PISMA
  - NAJSTARIJA ZAPADNA KOMERCIJALNA BAZA PODATAKA: OLOVNA PLOČA IZ LA BASTIDA DE LES ALCUSES